# 有功章
有功章（ゆうこうしょう）は、地方公共団体や公益法人等が功労ある者に授与する栄章のひとつ。

## 概要

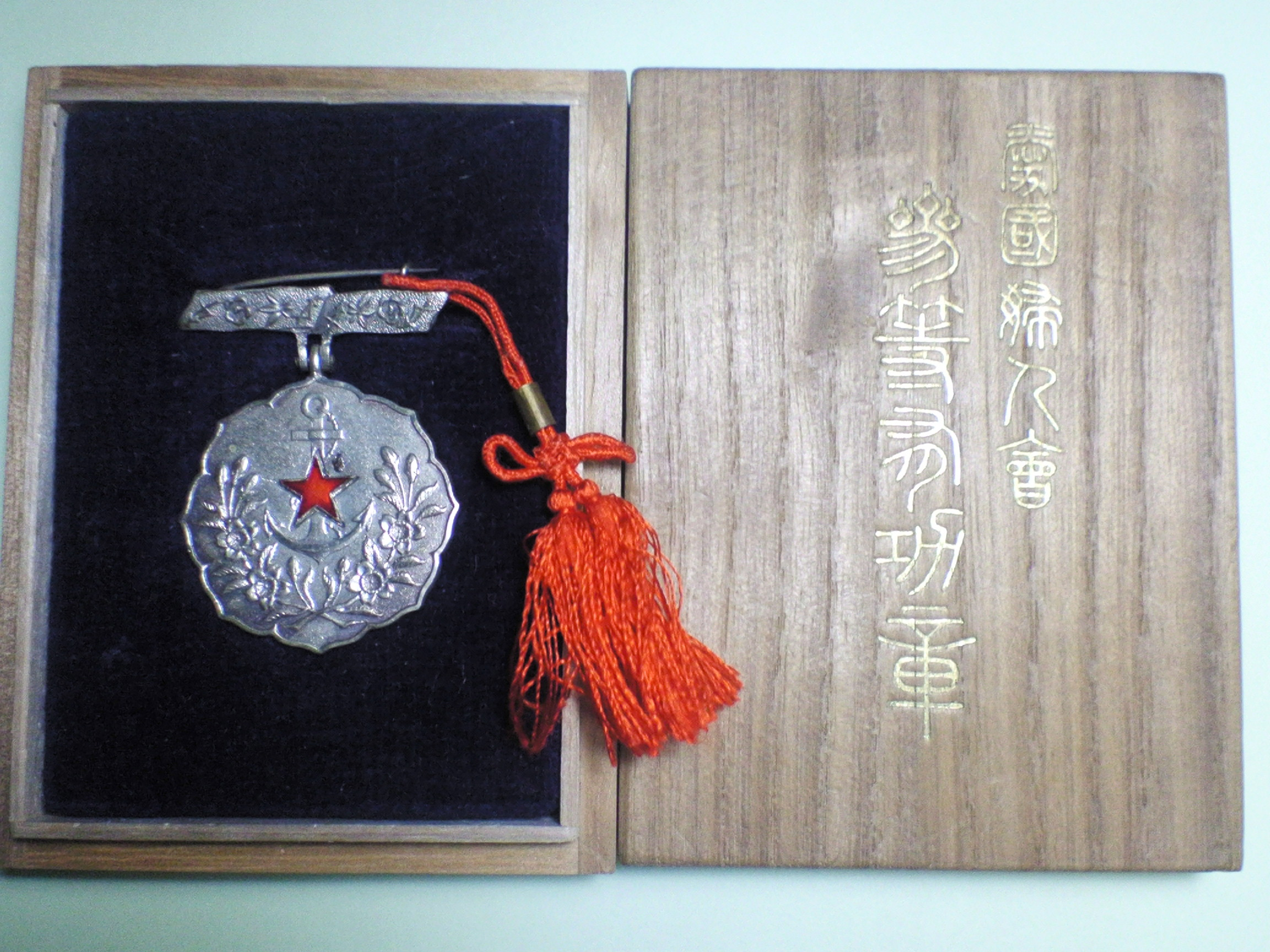
愛国婦人会参等有功章

終戦前には愛国婦人会にて一等有功章から三等有功章が定められており、功労ある婦人に贈られていた。大日本武徳会では功労ある武道家に総裁（皇族）から授与されていた。
今日では官公庁が定める表彰記章にはないが、大阪府堺市などで功労ある市民に贈られる堺市有功章がある他、公益法人として日本赤十字社（名誉総裁：皇后雅子）の金色有功章、銀色有功章がある。
また、公益社団法人日本水難救済会（名誉総裁：憲仁親王妃久子）では、救難所員として功労ある者に授与する名誉有功章及び、特別有功章、そして寄付者への表彰として会の事業に一定額を寄付した個人に対する有功章を定めている。また、医療福祉分野においては、公益社団法人日本歯科医師会においても功労ある歯科医師に対して授与する有功章を定めている他、スポーツ団体においても全国・地方組織においてそれぞれ有功章及び類する栄章が存在する。
さらに、公益社団法人大日本農会（総裁：秋篠宮文仁親王）は国内の農業において大きな功績を残した農事功績者に対する表彰として、紫白綬有功章、緑白綬有功章、紅白綬有功章の三種の有功章を授与している。